# Séléniure de plutonium
Le séléniure de plutonium est un composé chimique de formule PuSe,. Il se présente sous la forme d'un solide noir, insoluble dans l'eau, et cristallisé dans le système cubique avec le groupe d'espace Fm3m (no 225, notation Strukturbericht B1) et les paramètres cristallins a = 579,34 pm et Z = 4. À haute pression, il forme une phase trigonale à 20 GPa et cubique à 35 GPa, avec la structure du chlorure de césium CsCl, soit Pm3m (no 221, B2).
Il peut être obtenu directement en faisant réagir les éléments à haute température :
Pu + Se ⟶ PuSe de 220 à 1 000 °C.
Sa susceptibilité magnétique suit la loi de Curie-Weiss.